# Hořešovice
Hořešovice, bis 1924 Velké Hořešovice (deutsch Groß Horeschowitz, auch Horeschowitz) ist eine Gemeinde in Tschechien. Sie liegt zehn Kilometer nordwestlich von Slaný und gehört zum Okres Kladno.

## Geographie
Hořešovice befindet sich am Fuße des Hügellandes Džbán (Krugwald) im Süden der Dolnooharská tabule (Untereger-Tafel). Das Dorf liegt unmittelbar vor der Einmündung des Baches Zichovecký potok in der Talmulde des Baches Zlonický potok. Nordwestlich erheben sich die Na Hvězdě (310 m) und die Žlaba (302 m) sowie im Südwesten der Na Drahách (348 m). Südwestlich erstreckt sich der Naturpark Džbán.
Nördlich des Dorfes verläuft die Staatsstraß I/7, von der die II/237 über Hořešovice nach Nové Strašecí abzweigt.
Nachbarorte sind Úherce, Kokovice und Telce im Norden, Klobuky, Kobylníky, Páleček, Stradonice, Lisovice und Zlonice im Nordosten, Třebíz im Osten, Kutrovice, Kvílice und Plchov im Südosten, Jindřichův Důl, Carda und Jedomělice im Süden, Pozdeň, Líský, Malý Bílichov und Bílichov im Südwesten, Zichovec und Samotín im Westen sowie Žerotín, Hořešovičky, Pacov und Pačovský Mlýn im Nordwesten.

## Geschichte
Die erste schriftliche Erwähnung des Dorfes erfolgte im Jahre 1227 in einer Zehnturkunde des Klosters St. Georg auf der Prager Burg. In der zweiten Hälfte des 13. Jahrhunderts war das Dorf Sitz des Heřman von Hořešovice. Dessen Nachkommen hielten den Besitz bis ins 14. Jahrhundert. In der zweiten Hälfte des 14. Jahrhunderts bestanden in Hořešovice zwei Festen, sie fielen im 16. Jahrhundert wüst und wurden später geschleift. Nach den Errichtungsbüchern ist in Hořešovice seit 1384 eine Pfarrkirche nachweisbar. Später erwarben die Herren von Kolowrat das Gut und schlossen es ihrer Herrschaft Kornhaus an. Am 12. Oktober 1548 erbte der Hauptmann der Prager Neustadt, Ludwig Bezdružický von Kolowrat, die Herrschaft Kornhaus mit dem Schloss, dem Hof, der Brauerei, der Mälzerei und dem Städtchen Kornhaus, den Dörfern Milý, Srby, Lhota, Žehrovice, Třtice, Honice, Třebichovice, Hořešovice, Lodenice und Kačice, den Wäldern bei Žehrovice, elf Teichen sowie dem Recht auf die Einkünfte aus den verpfändeten Dörfern Bdín und Pozdeň. Nach 1555 verkauften seine beiden Söhne Jan und Zdislav Abdon Bezdružický von Kolowrat große Teile der überschuldeten Herrschaft Kornhaus, bei der letztlich nur das Städtchen Kornhaus und ein Edelhof in Třtice verblieben. Die Pfarrei erlosch im Dreißigjährigen Krieg, ihr Sprengel kam danach zur Pfarrei Kornhaus.
Zu Zeiten der Fürsten von Schwarzenberg wurde Hořešovice wieder Teil der Herrschaft Kornhaus. Im Jahre 1767 wurde in Hořešovice eine Lokalie eingerichtet. Nachfolgende Besitzer waren ab 1782 Johann I. zu Schwarzenberg, ab 1789 Joseph II. zu Schwarzenberg und ab 1833 dessen ältester Sohn und Fideikommisserbe Johann Adolf II. zu Schwarzenberg.
Im Jahre 1843 bestand das südlich der Leipziger Straße gelegene Dorf Groß-Horeschowitz, gewöhnlich Horeschowitz/Hořessowice genannt, aus 40 Häusern von 271 Einwohnern, von den 37 zur Herrschaft Kornhaus und drei zur Herrschaft Zlonitz gehörten. Unter dem Patronat der Herrschaft Kornhaus standen die Lokalkirche zu den hl. Aposteln Peter und Paul, das Lokalistenhaus und die Schule. Im Ort gab es zudem einen obrigkeitlichen Meierhof. Das Horeschowitzer Forstrevier, eines der vier Reviere der Kornhauser Wälder, umfasste 106 Joch 467 Quadratklafter Nadelwald und wurde vom Srbečer Revierjäger mitverwaltet. Groß-Horeschowitz war Pfarrort für Zichowetz und Klein-Horeschowitz. Bis zur Mitte des 19. Jahrhunderts blieb Groß-Horeschowitz der  Fideikommissherrschaft Kornhaus mit Kaunowa untertänig.
Nach der Aufhebung der Patrimonialherrschaften bildete Velké Horešovice/Groß-Horeschowitz ab 1850 eine Gemeinde im Bezirk und Gerichtsbezirk Schlan. Zu Ende des 19. Jahrhunderts wurde der tschechische Ortsname in Velké Hořešovice geändert. Der heutige Ortsname Hořešovice wurde 1924 eingeführt. Im Jahre 1932 hatte Hořešovice 396 Einwohner. 1960 wurde Hořešovice dem Okres Kladno zugeordnet.
1961 erfolgte die Eingemeindung von Bílichov, Hořešovičky und Zichovec, alle drei Ortsteile lösten sich am 24. November 1990 wieder los und bildeten eigene Gemeinden. Hořešovice ist ein Hopfenbauort.

## Gemeindegliederung
Für die Gemeinde Hořešovice sind keine Ortsteile ausgewiesen.

## Sehenswürdigkeiten

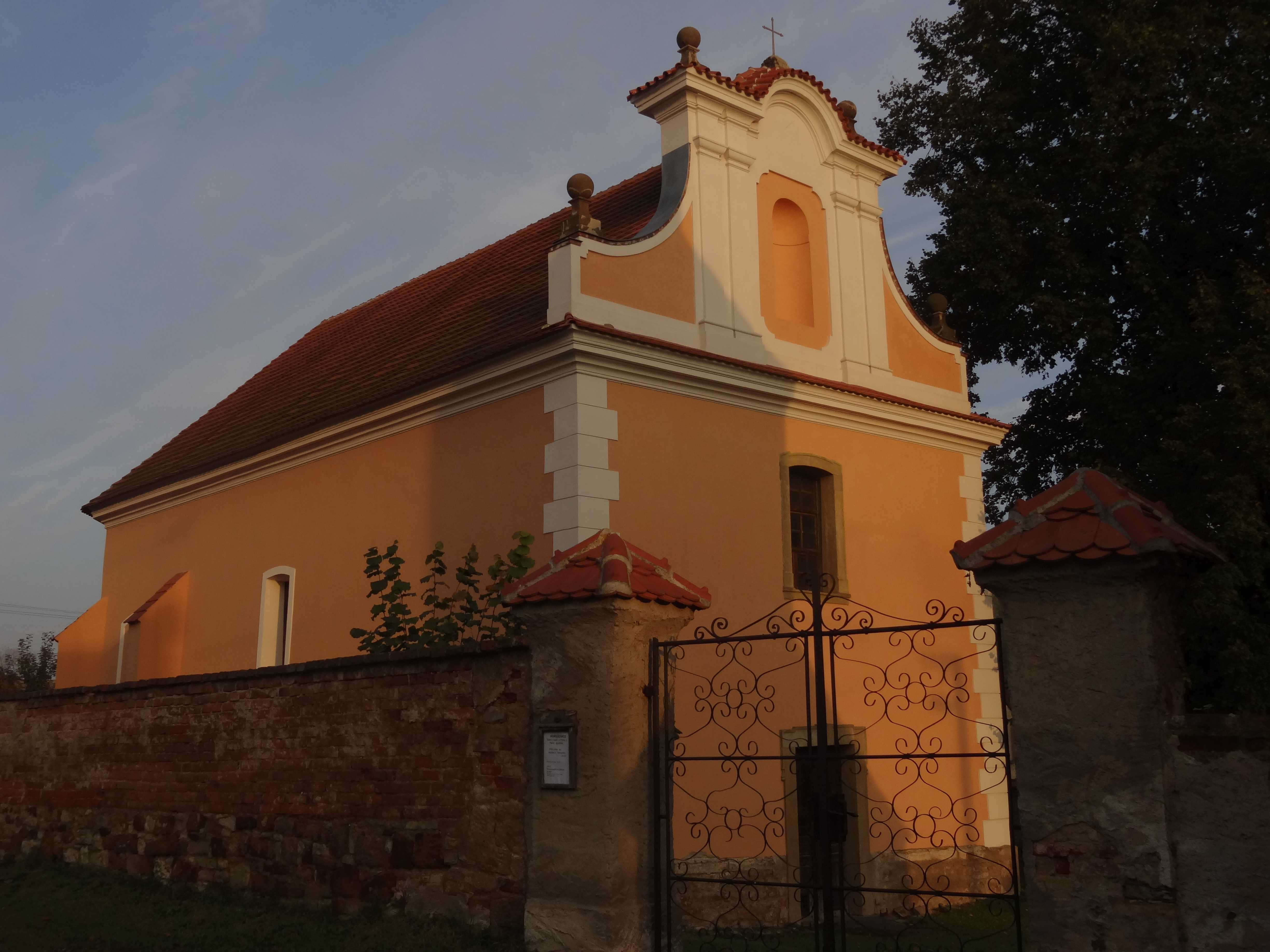
Kirche St. Peter und Paul

- Kirche St. Peter und Paul, der im 14. Jahrhundert errichtete ehemals gotische Bau wurde 1717 barock umgestaltet.
- Hölzerner Glockenturm mit steinernem Sockel, er entstand im 16. Jahrhundert. Die Glocken wurden 1502 und 1511 gegossen.
- Statue des hl. Johannes von Nepomuk auf den Dorfplatz, geschaffen 1863